# Goggia rupicola
Goggia rupicola — вид геконоподібних ящірок родини геконових (Gekkonidae). Ендемік Південно-Африканської Республіки.

## Поширення і екологія
Goggia rupicola мешкають на північних і західних схилах гір Камісберґе і Комаггас на території Північнокапської провінції. Вони живуть в сухих чагарникових заростях Сукулент-Кару, в тріщинах серед скель.